# Aloysius Fondong Abangalo
Mons. Aloysius Fondong Abangalo (* 5. června 1973, Limbe) je kamerunský římskokatolický kněz a biskup Mamfe.

## Život
Narodil se 5. června 1973 v Limbe.
Studoval teologii a filosofii na Vyšším diecézním semináři svatého Tomáše Akvinského v Bambui. Dne 20. dubna 2006 byl biskupem Emmanuelem Bushu vysvěcen na kněze pro diecézi  Buéa. Po vysvěcení se stal vikářem farnosti Svaté rodiny v Limbe. O rok později byl jmenován rektorem Our Lady of Grace College v Muyuka, tuto funkci vykonával do roku 2009. Následně se stal diecézním kvestorem a členem kolegia poradců.
Roku 2011 začal studovat kanonické právo na Katolické univerzitě střední Afriky, kde roku 2014 získal licenciát. Od tohoto roku působil jako profesor a formátor ve vyšším semináři svatého Tomáše Akvinského. Během studia na katolické univerzitě sloužil ve farnosti svatých Petra a Pavla v Simbocku.
Roku 2019 nastoupil na studium doktorátu kanonického práva na Papežské univerzitě Urbaniana.
Dne 22. února 2022 jej papež František ustanovil biskupem diecéze Mamfe. Biskupské svěcení přijal 5. května 2022 z rukou arcibiskupa Andrewa Nkea Fuanya a spolusvětiteli byli arcibiskup Julio Murat a biskup Michael Miabesue Bibi.